# فيوتشوراما (مسلسل)
فيوتشوراما (بالإنجليزية: Futurama)‏ هو مسلسل أمريكي كرتوني كوميدي الموقف من إنتاج شركة فوكس وهو موجه للكبار. المسلسل يتتبّع خطى ولد البيزا، فيلب فراي، الذي وجد نفسه في ليلة رأس سنة 3000 بعد ما تمّ تجميده في رأس سنة 2000. تقع أحداث المسلسل في المستقبل مع عناصر عديدة من الخيال العلمي. بدأ عرض المسلسل على شبكة فوكس سنة 1999 وهو مستمر حتى الآن. تمّ عرضه في العالم العربي عبر شبكة شوتايم، كما قامت قناة سبيس تون بعرضه مدبلجا بالعربية. المسلسل يحتوي على 146 حلقة مقسّمة على سبع مواسم. المسلسل من فكرة وتأليف مات غرينينغ صاحب فكرة المسلسل الناجح عائلة سيمبسون.

## افلام فيوتشوراما
- فيوتشوراما: نقاط بيندر الكبيرة 2007

- فيوتشوراما:الوحش مع مليار ظهر 2008

- فيوتشوراما: لعبة بيندر 2008

- فيوتشوراما: الاخضر في البرية يوندر 2009

## روابط خارجية
- فيوتشوراما على موقع IMDb (الإنجليزية)
- فيوتشوراما على موقع ميتاكريتيك (الإنجليزية)
- فيوتشوراما على موقع الموسوعة البريطانية (الإنجليزية)
- فيوتشوراما على موقع روتن توميتوز (الإنجليزية)
- فيوتشوراما على موقع نتفليكس (الإنجليزية)
- فيوتشوراما على موقع فيلمافينيتي (الإسبانية)
- فيوتشوراما على موقع كينوبويسك (الروسية)
- فيوتشوراما على موقع ألو سيني (الفرنسية)
- فيوتشوراما على موقع قاعدة بيانات الفيلم (الإنجليزية)